# Manny Corpas
Manuel Corpas (né le 3 décembre 1982 à Panama, Panama) est un lanceur de relève droitier qui joue dans la Ligue majeure de baseball de 2006 à 2013.

## Carrière

### Rockies du Colorado
Manuel Corpas signe son premier contrat professionnel en 1999 avec les Rockies du Colorado alors qu'il est âgé de 17 ans. Il fait ses débuts dans le baseball majeur avec les Rockies le 18 juillet 2006.

#### Saison 2007
Il fait partie du groupe de lanceurs de relève des Rockies pendant cinq saisons. Il tire particulièrement bien son épingle du jeu en 2007 alors qu'il lance un total de 78 manches en 78 parties et maintient sa moyenne de points mérités à 2,08. Gagnant dans quatre de ses six décisions, il partage le rôle de stoppeur de l'équipe avec Brian Fuentes. Ce dernier réussit 20 sauvetages et Corpas en compte 19. C'est toutefois Corpas qui décroche le rôle de stoppeur dans les séries éliminatoires, où les Rockies prolongent leur lancée jusqu'en Série mondiale, une première dans l'histoire de la franchise. Corpas protège les trois victoires de son club dans la Série de divisions gagnée par Colorado sur les Phillies de Philadelphie. En Série de championnat de la Ligue nationale, il fait quatre apparitions au monticule, obtient deux sauvetages et est le lanceur gagnant du deuxième match contre les Diamondbacks de l'Arizona. En Série mondiale 2007 où il vient lancer deux fois, les Rockies sont déclassés par les Red Sox de Boston mais Corpas n'accorde aucun point à l'adversaire en une manche et deux tiers lancées.

#### Saison 2008
La saison 2008 du lanceur panaméen n'est pas à la hauteur de la précédente. Sa moyenne de points mérités grimpe à 4,52 en 79 manches et deux tiers lancées. Il n'enregistre que quatre sauvetages en 76 parties et il est le lanceur des majeures qui gâche le plus d'opportunités de sauvetages, avec 9 sabotages, le même nombre que Kevin Gregg des Marlins de la Floride.

#### Saison 2009
À l'entraînement de printemps en 2009, il compétitionne avec Huston Street pour le poste de releveur numéro un. C'est ce dernier qui l'emporte mais ses piètres performances comme stoppeur en début de saison régulière forcent les Rockies à ramener Corpas dans ce rôle. Le Panaméen ne fait guère mieux et retourne à d'autres fonctions peu après. Il joue une saison d'un seul sauvetage, une seule victoire, trois défaites et une moyenne de points mérités de 5,88 en seulement 33 manches et deux tiers lancées.

#### Saison 2010
Corpas joue sa dernière saison au Colorado en 2010 et réussit 10 sauvetages. Sa moyenne de points mérités est à 4,62 en 62 manches et un tiers. Le 16 novembre, les Rockies le remercient de ses services même s'il reste une année à son contrat.
Au printemps 2011, il signe chez les Rangers du Texas mais il vient de subir une opération de type Tommy John à l'épaule droite, ce qui lui fait rater une année entière.

### Cubs de Chicago
Le 26 décembre 2011, Manny Corpas signe un contrat avec les Cubs de Chicago. Il effectue un retour dans les majeures après une année d'absence. Utilisé 48 fois en relève par les Cubs en 2012, Corpas affiche une moyenne de points mérités de 5,01 en 46 manches et deux tiers au monticule.

### Retour au Colorado
Corpas revient en 2013 chez les Rockies du Colorado. Il lance dans 31 matchs et maintient une moyenne de points mérités de 4,54 en 41 manches et deux tiers lancées, avec une victoire et deux défaites.